# Golpe de Estado no Paquistão em 1999
O golpe de Estado paquistanês de 1999 foi um golpe de Estado sem derramamento de sangue no qual o Exército do Paquistão e, em seguida, chefe do Estado-Maior, o General Pervez Musharraf, derrubou o primeiro-ministro eleito Nawaz Sharif e seu governo eleito existente, em 12 de outubro de 1999. Dois dias depois, em 14 de outubro de 1999, Musharraf declarou estado de emergência e emitiu uma ordem constitucional provisória.
Musharraf foi o instigador do golpe militar contra o governo democrático de Nawaz Sharif, logo após o conflito de Kargil, em uma situação tensa entre o poder civil e os militares e ao mesmo tempo que Nawaz Sharif tentava substituir Pervez Musharraf como chefe de Estado Maior do Exército pelo Diretor Geral da poderosa Inter-Services Intelligence, Ziauddin Butt, enquanto Musharraf viajava para o Sri Lanka. Porém, todo o alto comando militar se recusou a seguir as ordens do recém-nomeado Ziauddin Butt. Quando Musharraf voava de volta do Sri Lanka, o comandante do Corpo decidiu defender Musharraf, e lançou um golpe para antecipar-se a Butt e tomar o controle do exército. O ritmo do golpe, assustou os observadores: dentro de 17 horas, da tentativa de despedir Pervez Musharraf por Nawaz Sharif, os comandantes do Corpo assumiram todos os edifícios-chave do Estado em todo o país, colocaram todo o gabinete, incluindo o primeiro-ministro e seu poderoso irmão sob prisão domiciliar, assumiram a emissora estatal e toda a infraestrutura crítica, incluindo as comunicações, suspenderam a constituição, prenderam Nawaz Sharif e Ziauddin Butt, e anunciaram que Nawaz Sharif tinha sido demitido.
A Suprema Corte do Paquistão declarou o golpe como sendo legal, mas ordenou que o domínio do exército fosse limitado a três anos. Consequentemente, Musharraf realizou um referendo nacional sobre a permissão de continuar no governo, em 30 de abril de 2002. O referendo, que Musharraf venceu com quase 98% dos votos a seu favor, foi alegado por muitos, inclusive pela Comissão de Direitos Humanos do Paquistão, como fraudulento.